# Enterprise Investors
Enterprise Investors – firma inwestycyjna typu private equity i venture capital z siedzibą w Warszawie, założona w 1992 przez Johna P. Birkelunda i Roberta Farisa z inicjatywy Polsko-Amerykańskiego Funduszu Przedsiębiorczości, która od tamtej pory zarządzała jego inwestycjami. Specjalizuje się w wykupach oraz dostarczaniu kapitału na etapie wzrostu w spółkach zlokalizowanych w Europie Środkowo-Wschodniej.
Firma tworzy fundusze inwestycyjne pod wspólną nazwą Polish Enterprise Fund. Od momentu powstania firma pozyskała 8 funduszy, które zostały łącznie wycenione na 2 miliardy euro, które zainwestowały 1,6 mld EUR w 134 przedsiębiorstwa z różnych sektorów: nieruchomości, opiekę zdrowotną, produkty konsumenckie, ubezpieczenia, energię, energię odnawialną, turystykę i sprzęt medyczny. Do bardziej znanych firm w które były zaangażowane fundusze, należą: Zelmer, Danwood Holding, słowacka odnoga Orange, Lukas Bank, Zielona Budka, Kofola, Kruk, LPP, AVG, Dino czy Komfort.